# Асоціативні контейнери
В обчислювальній техніці асоціативні контейнери відносяться до групи шаблонів класів у стандартній бібліотеці мови програмування C++, які реалізують упорядковані асоціативні масиви .  Будучи шаблонами, вони можуть використовуватися для зберігання довільних елементів, таких як цілі числа, символьні рядки чи класи користувача. У поточній редакції стандарту C++ визначені такі контейнери: set, map, multiset, multimap . Кожен із цих контейнерів відрізняється лише обмеженнями, накладеними на їхні елементи.
Асоціативні контейнери подібні до невпорядкованих асоціативних контейнерів у стандартній бібліотеці C++, єдина відмінність полягає в тому, що невпорядковані асоціативні контейнери, як випливає з їх назви, не впорядковують свої елементи.

## Структура

### Характеристики
- Унікальність ключів : у map та set кожен ключ має бути унікальним. multimap і multiset не мають цього обмеження.
- Склад елементів : у map та multimap кожен елемент складається з ключа(key) та зіставленого значення(value). У set та multiset кожен елемент є ключовим; немає зіставлених значень.
- Порядок елементів : елементи дотримуються строгого порядку [1] розміщення.

Асоціативні контейнери створені для особливо ефективного доступу до елементів за їх ключем, на відміну від послідовних контейнерів, які більш ефективні для доступу до елементів за їхньою позицією(індексом).  Асоціативні контейнери гарантовано виконують операції вставки, видалення та перевірки наявності в ньому елемента за логарифмічний час – O(log n ). Таким чином, вони зазвичай реалізуються за допомогою самобалансуючих бінарних дерев пошуку(self-balancing binary search tree) та підтримують двонаправлену ітерацію. Ітератори та посилання не анулюються операціями вставки та стирання, за винятком ітераторів та посилань на видалені елементи. Визначальною характеристикою асоціативних контейнерів є те, що елементи вставляються у заздалегідь визначеному порядку, наприклад, сортуються за зростанням.
Асоціативні контейнери можна згрупувати в дві підмножини: таблиці(maps) та множини(sets). Таблиця, яку іноді називають словником, складається з пари ключ/значення. Ключ використовується для впорядкування послідовності, а значення якимось чином асоціюється з цим ключем. Наприклад, таблиця може містити ключі, що репрезентують кожне унікальне слово в тексті, і значення, що відображають кількість разів, коли це слово з'явилось у тексті. Множина — це просто контейнер унікальних елементів відсортований у висхідному порядку.
Як було зазначено раніше, map і set дозволяють вставити в контейнер лише один екземпляр ключа або елемента. Якщо потрібні кілька екземплярів елементів, використовуйте multimap або multiset .
І таблиці, і набори підтримують двонаправлені ітератори. Щоб отримати додаткові відомості про ітератори, перегляньте Ітератори .
Хоча hash_map і hash_set офіційно не є частиною стандарту STL, вони зазвичай використовуються для покращення часу пошуку. Ці контейнери зберігають свої елементи як хеш-таблицю, де кожен запис таблиці містить двонаправлений зв'язний список елементів. Щоб забезпечити найшвидший час пошуку ( O(1) ), переконайтеся, що алгоритм хешування для ваших елементів повертає рівномірно розподілені хеш-значення.

### Швидкість роботи
Асимптотична складність операцій, які можна застосувати до асоціативних контейнерів, така:
| Операція                       | Асимптотична Складність                                                                   |
| ------------------------------ | ----------------------------------------------------------------------------------------- |
| Пошук елемента                 | O(log n)                                                                                  |
| Вставка нового елемента        | O(log n)                                                                                  |
| Збільшення/зменшення ітератора | O(log n) (амортизується до O(1), якщо виконуються лише операції інкременту та декременту) |
| Видалення окремого елемента    | O(log n)                                                                                  |

## Огляд стандартного функціоналу
Контейнери визначаються в файлах заголовків, названих за іменами контейнерів, наприклад, set визначається у файлі <set> . Усі контейнери відповідають вимогам концепції контейнера, що означає, що вони мають методи begin(), end(), size(), max_size(), empty() і swap() .
|                     | set           | map           | multiset      | multimap                                                       | Description |
| ------------------- | ------------- | ------------- | ------------- | -------------------------------------------------------------- | --- |
|                     | (constructor) | (constructor) | (constructor) | (constructor)                                                  | Constructs the container from variety of sources |
| (destructor)        | (destructor)  | (destructor)  | (destructor)  | Destructs the set and the contained elements                   | |
| operator=           | operator=     | operator=     | operator=     | Assigns values to the container                                | |
| get_allocator       | get_allocator | get_allocator | get_allocator | Returns the allocator used to allocate memory for the elements | |
| Доступ до елементів | Н/Д           | at            | Н/Д           | Н/Д                                                            | Accesses specified element with bounds checking. |
| Доступ до елементів | Н/Д           | operator[]    | Н/Д           | Н/Д                                                            | Accesses specified element without bounds checking.                                                                                                  |
| Ітератори           | begin         | begin         | begin         | begin                                                          | Returns an iterator to the beginning of the container                                                                                                |
| Ітератори           | end           | end           | end           | end                                                            | Returns an iterator to the end of the container |
| Ітератори           | rbegin        | rbegin        | rbegin        | rbegin                                                         | Returns a reverse iterator to the reverse beginning of the container                                                                                 |
| Ітератори           | rend          | rend          | rend          | rend                                                           | Returns a reverse iterator to the reverse end of the container                                                                                       |
| Розмір              | empty         | empty         | empty         | empty                                                          | Checks whether the container is empty |
| Розмір              | size          | size          | size          | size                                                           | Returns number of elements in the container. |
| Розмір              | max_size      | max_size      | max_size      | max_size                                                       | Returns the maximum possible number of elements in the container                                                                                     |
| Модифікатори        | clear         | clear         | clear         | clear                                                          | Clears the contents. |
| Модифікатори        | insert        | insert        | insert        | insert                                                         | Inserts elements. |
| Модифікатори        | emplace       | emplace       | emplace       | emplace                                                        | Constructs elements in-place (C++11) |
| Модифікатори        | emplace_hint  | emplace_hint  | emplace_hint  | emplace_hint                                                   | Constructs elements in-place using a hint (C++11) |
| Модифікатори        | erase         | erase         | erase         | erase                                                          | Erases elements. |
| Модифікатори        | swap          | swap          | swap          | swap                                                           | Swaps the contents with another container. |
| Пошук               | count         | count         | count         | count                                                          | Returns the number of elements matching specific key.                                                                                                |
| Пошук               | find          | find          | find          | find                                                           | Finds an element with specific key. |
| Пошук               | equal_range   | equal_range   | equal_range   | equal_range                                                    | Returns a range of elements matching specific key.                                                                                                   |
| Пошук               | lower_bound   | lower_bound   | lower_bound   | lower_bound                                                    | Returns an iterator to the first element with a key not less than the given value.                                                                   |
| Пошук               | upper_bound   | upper_bound   | upper_bound   | upper_bound                                                    | Returns an iterator to the first element with a key greater than a certain value.                                                                    |
| Оглядачі            | key_comp      | key_comp      | key_comp      | key_comp                                                       | Returns the key comparison function. |
| Оглядачі            | value_comp    | value_comp    | value_comp    | value_comp                                                     | Returns the value comparison function. In set and multiset this function is equivalent to key_comp, since the elements are composed from a key only. |

## Використання
Наступний приклад коду демонструє, як використовувати map<string, int> для підрахунку повторень слів у введеному рядку. Він використовує слово як ключ і кількість як значення .
```
#include
 
<iostream>

#include
 
<map>

int
 
main
()

{

    
std
::
map
<
std
::
string
,
 
int
>
 
wordcounts
;

    
std
::
string
 
s
;

    
while
 
(
std
::
cin
 
>>
 
s
 
&&
 
s
 
!=
 
"end"
)

    
{

        
++
wordcounts
[
s
];

    
}

    

    
while
 
(
std
::
cin
 
>>
 
s
 
&&
 
s
 
!=
 
"end"
)

    
{

        
std
::
cout
 
<<
 
s
 
<<
 
' '
 
<<
 
wordcounts
[
s
]
 
<<
 
'\n'
;

    
}

    

    
return
 
0
;

}

```

Під час виконання програма дозволяє користувачеві вводити ряд слів, розділених пропусками, і слово "end", щоб позначити кінець введення. Після цього користувач може ввести слово, щоб отримати інформацію, скільки разів воно зустрічалося в попередньо введеному рядку.
Наведений вище приклад також демонструє, що оператор [] вставляє нові об’єкти (використовуючи конструктор за замовчуванням) у таблицю, якщо немає такого, пов’язаного з ключем. Отже, цілі чила типи ініціалізуються нулем, рядки ініціалізуються порожніми рядками тощо.

Наступний приклад ілюструє вставлення елементів у карту, за допомогою функції вставки та пошук ключа за допомогою ітератора карти та функції find():
```
#include
 
<iostream>

#include
 
<map>

#include
 
<utility>
 // To use make_pair function

int
 
main
()

{

    
typedef
 
std
::
map
<
char
,
 
int
>
 
MapType
;

    
MapType
 
my_map
;

    
// Insert elements using insert function

    
my_map
.
insert
(
std
::
pair
<
char
,
 
int
>
(
'a'
,
 
1
));

    
my_map
.
insert
(
std
::
pair
<
char
,
 
int
>
(
'b'
,
 
2
));

    
my_map
.
insert
(
std
::
pair
<
char
,
 
int
>
(
'c'
,
 
3
));

    

    
// You can also insert elements in a different way like shown below

    
// Using function value_type that is provided by all standart containers

    
my_map
.
insert
(
MapType
::
value_type
(
'd'
,
 
4
));

    
// Using the utility function make_pair

    
my_map
.
insert
(
std
::
make_pair
(
'e'
,
 
5
));

    
// Using C++11 initializer list

    
my_map
.
insert
({
'f'
,
 
6
});
                    

    

    
//map keys are sorted automatically from lower to higher. 

    
//So, my_map.begin() points to the lowest key value not the key which was inserted first.

    
MapType
::
iterator
 
iter
 
=
 
my_map
.
begin
();

    
// Erase the first element using the erase function

    
my_map
.
erase
(
iter
);

    
// Output the size of the map using size function

    
std
::
cout
 
<<
 
"Size of my_map: "
 
<<
 
my_map
.
size
()
 
<<
 
'\n'
;

    
std
::
cout
 
<<
 
"Enter a key to search for: "
;

    
char
 
c
;

    
std
::
cin
 
>>
 
c
;

    
// find will return an iterator to the matching element if it is found

    
// or to the end of the map if the key is not found

    
iter
 
=
 
my_map
.
find
(
c
);

    
if
 
(
iter
 
!=
 
my_map
.
end
())
 

    
{

        
std
::
cout
 
<<
 
"Value is: "
 
<<
 
iter
->
second
 
<<
 
'\n'
;

    
}

    
else
 

    
{

        
std
::
cout
 
<<
 
"Key is not in my_map"
 
<<
 
'\n'
;

    
}

    
// You can clear the entries in the map using clear function

    
my_map
.
clear
();

    

    
return
 
0
;

}

```

Наведений вище приклад демонструє використання деяких функцій, які надає map, наприклад insert() (розмістити елемент в таблиці), erase() (видалити елемент з таблиці), find() (перевірити наявність елемента в таблиці) тощо.
Коли програма виконується, шість елементів вставляються за допомогою функції insert(), потім перший елемент видаляється за допомогою функції erase() і виводиться розмір таблиці. Далі користувачеві пропонується ввести ключ для його пошуку у таблиці. Використовуючи створений раніше ітератор, функція find() шукає елемент із заданим ключем. Якщо ключ знайдено, програма друкує значення елемента. Якщо ні, повертає ітератор до кінця таблиці та виводить, що ключ не знайдено. Нарешті всі елементи в дереві видаляться за допомогою clear() .

### Ітератори
Таблиці можуть використовувати ітератори, щоб вказувати на певні елементи в контейнері. Ітератор може отримати доступ як до ключа, так і до відображеного значення елемента: 
```
// Declares a map iterator

std
::
map
<
Key
,
 
Value
>::
iterator
 
it
;

// Accesses the Key value 

it
->
first
;

// Accesses the mapped value

it
->
second
;

// The "value" of the iterator, which is of type std::pair<const Key, Value>

(
*
it
);

```

Нижче наведено приклад проходження таблиці з використанням циклу, для відображення всіх ключів і значень за допомогою ітераторів:
```
#include
 
<iostream>

#include
 
<map>

int
 
main
()

{

    
std
::
map
<
std
::
string
,
 
int
>
 
data
 

    
{

     
{
 
"Bobs score"
,
 
10
    
},

     
{
 
"Martys score"
,
 
15
  
},

     
{
 
"Mehmets score"
,
 
34
 
},

     
{
 
"Rockys score"
,
 
22
  
},

     
// The next values are ignored because elements with the same keys are already in the map

     
{
 
"Rockys score"
,
 
23
  
},
 

     
{
 
"Mehmets score"
,
 
33
 
}
 

    
};

    

    
// Iterate over the map and print out all key/value pairs.

    
for
 
(
const
 
auto
&
 
element
 
:
 
data
)

    
{

        
std
::
cout
 
<<
 
"Who(key = first): "
 
<<
 
element
.
first
;

        
std
::
cout
 
<<
 
" Score(value = second): "
 
<<
 
element
.
second
 
<<
 
'\n'
;

    
}

    

    
// If needed you can iterate over the map with the use of iterator,

    
// Note that the long typename of the iterator in this case can be replaced with auto keyword

    
for
 
(
std
::
map
<
std
::
string
,
 
int
>::
iterator
 
iter
 
=
 
data
.
begin
();
 
iter
 
!=
 
data
.
end
();
 
++
iter
)
 

    
{

        
std
::
cout
 
<<
 
"Who(key = first): "
 
<<
 
iter
->
first
;

        
std
::
cout
 
<<
 
" Score(value = second): "
 
<<
 
iter
->
second
 
<<
 
'\n'
;

    
}

    
return
 
0
;

}

```

## Перегляньте додатково
- Контейнер (абстрактний тип даних)
- Стандартна бібліотека шаблонів#Контейнери
- Невпорядковані асоціативні контейнери C++